# Mecseki Bányászati Kiállítások
Mecseki Bányászati Kiállítások néven a Központi Bányászati Múzeum a Mecsek bányászatát bemutató kiállításai vannak összefoglalva.

## Szénbányászat
A Mecsek hegység területén feketekőszén telepeiről nagyjából 1769 óta tudunk. A szén kitermelését még a 18. században elkezdték. A kokszolható szenet az Első Dunagőzhajózási Társaság (DGT) 1850-től 100 éven át nagyipari módszerekkel termelte, forgalmazta és hasznosította. A társaság már a 19. század utolsó negyedétől őrizte a bányamunka jellegzetes eszközeit, dokumentumait. A gyűjteményt bemutatták egyebek közt a pécsi (1888) és a millenniumi (1896) kiállításon, valamint a párizsi világkiállításon (1900) is. 1945 után a gyűjteményt a mecseki bányászatban dolgozó vállalatok (Mecseki Szénbányák, Mecseki Ércbányászati Vállalat, Bányászati Aknamélyítő Vállalat) gondoskodtak, immár nemcsak a szén-, de az uránbányászat emlékeit is gyűjtve.

### Mecseki Bányászati Múzeum
A Pécsi Bányászati Gyűjteményt (1982-től Mecseki Bányászati Múzeum) 1974-ben nyitották meg a DGT egykori székházában (Pécs, Mária u. 9.). Jelenleg két kiállítása üzemel.

## Bányászattörténeti Kiállítás és Könyvtár, József Attila u. 5.
A történeti kiállítás felvillantja az ötven évig tartó éves uránbányászat eseményeit is. Ugyanitt ásvány- és kőzetgyűjteményt is berendeztek.

### Földalatti Bányászati Kiállítás, Káptalan u. 3.
A 20. század elején kezdték tervezni, hogy a városi pincerendszert felhasználva egy föld alatti bemutató bányamakettet alakítanak ki, de ezt a sajátos kiállítóhelyet a mintegy 400 m hosszú és 1000 m2 alapterületű, 8–10 m mélyen húzódó pincerendszer újranyitásával csak 1981-ben nyitották meg Állandó Földalatti Kiállítás néven. A „város szívében lévő bánya” lépcsőn közelíthető meg a Káptalan utcából. Az állandó kiállítást 2004-től a Központi Bányászati Múzeum működteti a Mecseki Bányászati Gyűjtemény részeként – új nevét is ekkor kapta. A kiállítás a Pécsi Bányakapitányság épületében, a Rét u. 23-ban látható.

## Uránbányászat
Az Uránércbányászati Kiállítást Kővágószőlősön, a faluközpont volt iskolaépületében (Rákóczi u. 54.) rendezték be 1997-ben. A bemutatott anyag szorosan kapcsolódik a pécsi kiállítóhelyekéhez, az átfogó képalkotáshoz célszerű mindhármat megtekinteni.

## Lásd még
- Uránércbányászat Magyarországon
- Bányászat

## Külső hivatkozások
- Az iranymagyarorszag.hu oldaláról.
- A Központi Bányászati Múzeum honlapja Archiválva 2007. augusztus 7-i dátummal a Wayback Machine-ben